# インターネット尾張
インターネット尾張（インターネットおわり、Internet Owari Co.,Ltd. ）は、株式会社インターネット尾張が運営する愛知県西尾張地区を中心に展開する地域系インターネットサービスプロバイダである。

## 沿革
- 1996年（平成8年）10月 - 株式会社キシショッピングセンター（現・株式会社綿半フレッシュマーケット）のインターネット事業として創業。
- 1998年（平成10年）12月 - 「株式会社インターネット尾張」を設立。
- 2011年（平成23年）1月 - 本社を愛知県一宮市妙興寺に移転。

## 一般向け実施サービス
- フレッツ光プレミアム（NTT西日本）
- Bフレッツ（NTT東日本・西日本）
- イー・アクセス ADSL 12M プラン
- フレッツADSL（NTT東日本・西日本）
- フレッツISDN（NTT東日本・西日本）
- ダイヤルアップ（アクセスポイントは、一宮0586・名古屋052・春日井0568・岐阜058）
- メール会員サービス（メールのみ）
- IPフォン